# بيتر أوليفا
بيتر أوليفا (بالإنجليزية: Peter Oliva)‏ (1964 في اليابان)؛ روائي كندي.